# Aeroclube de Juiz de Fora
O Aeroclube de Juiz de Fora, localizado em Juiz de Fora, Minas Gerais, é um dos mais antigos aeroclubes do Brasil fundado em 1938 por um grupo de entusiastas da aviação, com apoio da comunidade local e incentivo do governo. Entre os fundadores, destacam-se empresários e pilotos que desejavam fomentar a aviação civil na região.

## História
O Aeroclube de Juiz de Fora é uma das instituições mais tradicionais da aviação civil brasileira. Sua história tem início com uma reunião realizada em 26 de fevereiro de 1938 no Clube Juiz de Fora. Já em 5 de março foi publicado um edital no Diário Mercantil convocando a Assembleia Geral de constituição definitiva da instituição. O estatuto foi aprovado, e a criação do Aeroclube de Juiz de Fora foi oficializada.
O aeroclube operou inicialmente no campo de Benfica, que era utilizado para pouso e abastecimento de aviões militares em treinamento. Sua primeira aeronave foi um Porterfield norte-americano (de prefixo PP-GAN) cedido pela Aeronáutica Civil, que permaneceu em serviço por 28 anos, sendo tombado pelo patrimônio histórico de Juiz de Fora em 2002.
Em 1958, com a inauguração do Aeroporto de Juiz de Fora na região antes conhecida como "Serrinha" (atual bairro Aeroporto), o aeroclube mudou-se para o novo local. No lugar da antiga pista de pouso em Benfica, foi construído o Colégio Militar de Juiz de Fora.
Atualmente, o aeroclube possui uma frota diversificada que inclui duas aeronaves Cessna 172, duas Embraer Tupi, um Piper PA-30 Twin Comanche, quatro Cessna 150 e cinco Cessna 152. Essas aeronaves são utilizadas tanto para treinamento de novos pilotos quanto para voos recreativos, mantendo viva a paixão pela aviação na cidade.
Além de ser um centro de formação de pilotos, o Aeroclube de Juiz de Fora desempenha um papel importante na comunidade, promovendo eventos e atividades que incentivam a educação e a cultura aeronáutica. Com uma história rica e um compromisso contínuo com a excelência, o aeroclube segue sendo um pilar da aviação civil na região, cultivando o espírito aventureiro e a técnica dos aviadores de amanhã.
Documentário do Aeroclube de Juiz de Fora.

## Cursos
O Aeroclube de Juiz de Fora oferece durante todo o ano cursos práticos nas áreas de:
- Piloto Privado (PPA)
- Piloto Comercial / IFR (PCA)
- Plano de formação (Um diferencial do ACJ)
- Multi-motor
- INVA (Instrutor de Voo)
- Piloto Lançador de Paraquedista
- MMA Mecânico de Manutenção Aeronáutica

## Lazer
O aeroclube disponibiliza diversas opções de lazer: voos panorâmicos sobre Juiz de Fora (momentaneamente sem realizar esse tipo de voo), observação e spotting de aeronaves e atividades aerodesportivas - acrobacias e shows dos pára-quedistas da Skydive JF